# Elecciones presidenciales de Estados Unidos de 1816
Las elecciones presidenciales de los Estados Unidos de 1816 tuvieron lugar entre el viernes 1 de noviembre y el miércoles 4 de diciembre del mencionado año, siendo la octava elección presidencial cuadrienal tras la independencia del país, y la sexta del Primer Sistema de Partidos. Fueron las primeras elecciones tras el fin de la Guerra de 1812, y las últimas en las que el Partido Federalista presentó un candidato presidencial. El Colegio Electoral a cargo de elegir al presidente y al vicepresidente estaba compuesto entonces por 217 electores, necesitándose 109 para ganar la elección.
Cuando el presidente James Madison decidió retirarse después de cumplir dos mandatos, los demócratas-republicanos celebraron una asamblea de nominación al Congreso en marzo de 1816. Con el apoyo de Madison y del expresidente Thomas Jefferson, el Secretario de Estado James Monroe derrotó al Secretario de Guerra William H. Crawford para ganar nominación presidencial de su partido. El gobernador Daniel D. Tompkins de Nueva York ganó la nominación vicepresidencial demócrata-republicana, continuando la tradición del partido de equilibrar a un candidato presidencial de Virginia con un candidato vicepresidencial de Nueva York o Nueva Inglaterra. Los federalistas no nominaron formalmente un boleto, pero el senador King de Nueva York surgió como el candidato federalista de facto.
Los cuatro años anteriores de la política estadounidense estuvieron dominados por los efectos de la Guerra de 1812. Si bien la guerra no había terminado en victoria, la paz concluida en 1815 fue satisfactoria para el pueblo estadounidense, y los demócratas-republicanos recibieron el crédito por su conclusión. Los federalistas se vieron desacreditados por su oposición a la guerra, así como por la retórica secesionista de Nueva Inglaterra encarnada por la Convención de Hartford. Además, el presidente Madison había logrado realizar ciertas medidas favorecidas por los federalistas, incluido un banco nacional y aranceles de protección. Los federalistas tenían poco para hacer campaña, y el propio King tenía pocas esperanzas de poner fin a la racha ganadora demócrata-republicana, sin realizar un intento realista de competir. Monroe ganó el Colegio Electoral por amplio margen, con 16 de los 19 estados. Esta sería la última elección en la que los federalistas presentarían un candidato. Monroe triunfó con el 68.16% del voto popular contra el 30.92% de King, y ganó 183 electores sobre 34, imponiéndose en dieciséis de los diecinueve estados.

## Candidaturas

### Partido Demócrata-Republicano
|                                  |                                      |
| James Monroe                     | Daniel D. Tompkins                   |
| para presidente                  | para vicepresidente                  |
|                                  |                                      |
| Secretario de Estado (1811-1817) | Gobernador de Nueva York (1807-1817) |

James Monroe, de Virginia, era el candidato favorito tanto del expresidente Jefferson como del presidente saliente Madison. Sin embargo, Monroe enfrentó una dura competencia del Secretario de Guerra William H. Crawford, de Georgia. Además, hubo un sentimiento generalizado, especialmente en Nueva York, de que era hora de poner fin a la dinastía de presidentes de Virginia, lo que resultó en que Daniel D. Tompkins y Simon Snyder, los gobernadores de Nueva York y Pensilvania respectivamente, consideraran brevemente postularse para la nominación. Pero el largo historial de servicio de Monroe en el país y en el extranjero lo convirtió en un candidato adecuado para suceder a Madison. Crawford nunca se declaró formalmente candidato, porque creía que tenía pocas posibilidades contra Monroe y temía que tal contienda pudiera negarle un lugar en el nuevo gabinete. Tompkins y Snyder se dieron cuenta de que tenían aún menos posibilidades de vencer a Monroe en la nominación, y en su lugar se posicionaron para postularse a la vicepresidencia. Aun así, los partidarios de Crawford plantearon un desafío significativo a Monroe.
En marzo de 1816, los congresistas demócrata-republicanos en el caucus nominaron a Monroe para presidente y a Tompkins para vicepresidente. Monroe derrotó estrechamente a Crawford para la nominación por 65 votos contra 54, mientras que Tompkins derrotó a Snyder por un margen más amplio de 85 votos contra 30.
|  | 54.62 % |

|  | 73.91 % |

|  | 45.38 % |

|  | 26.09 % |

### Partido Federalista
|                                    |                                  |
| Rufus King                         | John Eager Howard                |
| para presidente                    | para vicepresidente              |
|                                    |                                  |
| Senador por Nueva York (1813-1817) | Senador por Maryland (1796-1803) |

Con la esperanza de unirse con los demócratas-republicanos descontentos, como lo habían hecho en las elecciones anteriores, los federalistas inicialmente planearon celebrar su propio comité de nominaciones al Congreso después del de los demócratas-republicanos. Con el final de la guerra y la nominación de Monroe, los federalistas abandonaron sus esperanzas de otra coalición, y el partido desmoralizado no nominó formalmente a un candidato. El senador Rufus King de Nueva York, quien había sido el candidato a la vicepresidencia 1804 y 1808 del partido, y quien había sido nominado para presidente por una facción disidente del partido en 1812, finalmente emergió como el candidato federalista de facto. Varios federalistas recibirían votos electorales para vicepresidente, con el exsenador John Eager Howard de Maryland recibiendo la mayoría de los votos.

## Sistema electoral por estado
| Estado                                                                                          | Sistema electoral                                                                                                   |
| ----------------------------------------------------------------------------------------------- | --- |
| Connecticut Delaware Georgia Indiana Luisiana Massachusetts Nueva York Carolina del Sur Vermont | Electores designados por la legislatura estatal.                                                                    |
| Nuevo Hampshire Nueva Jersey Carolina del Norte Ohio Pensilvania Rhode Island Virginia          | Lista completa. Los electores son elegidos por todos los votantes del estado.                                       |
| Kentucky Maryland Tennessee                                                                     | El estado se divide en distritos electorales, con un elector elegido por distrito por los votantes de ese distrito. |

## Disputa por la situación del estado de Indiana
El 12 de febrero de 1817, la Cámara de Representantes y el Senado se reunieron en sesión conjunta para contar los votos electorales para Presidente y Vicepresidente. El conteo continuó sin incidentes hasta que se llegó al último estado en ser contado, Indiana. En ese momento, el representante John W. Taylor de Nueva York se opuso al recuento de los votos de Indiana. Argumentó que el Congreso había reconocido la condición de Estado de Indiana en una resolución conjunta el 11 de diciembre de 1816, mientras que las papeletas del Colegio Electoral se habían emitido el 4 de diciembre de 1816. Afirmó que en el momento de la votación, simplemente había un territorio de Indiana, no un estado de Indiana. Otros representantes contradijeron a Taylor, afirmando que la resolución conjunta simplemente reconocía que Indiana ya había ingresado a la Unión al formar una constitución estatal y un gobierno el 29 de junio de 1816. Estos representantes señalaron que tanto la Cámara como el Senado habían permitido sentarse en ella a miembros de Indiana que habían sido elegidos antes de la resolución conjunta, que habría sido inconstitucional si Indiana no hubiera sido un estado en ese momento. El representante Samuel D. Ingham luego propuso que la pregunta se pospusiera indefinidamente. La Cámara estuvo de acuerdo casi por unanimidad, y el Senado volvió a entrar para contar los votos electorales de Indiana.

## Resultados

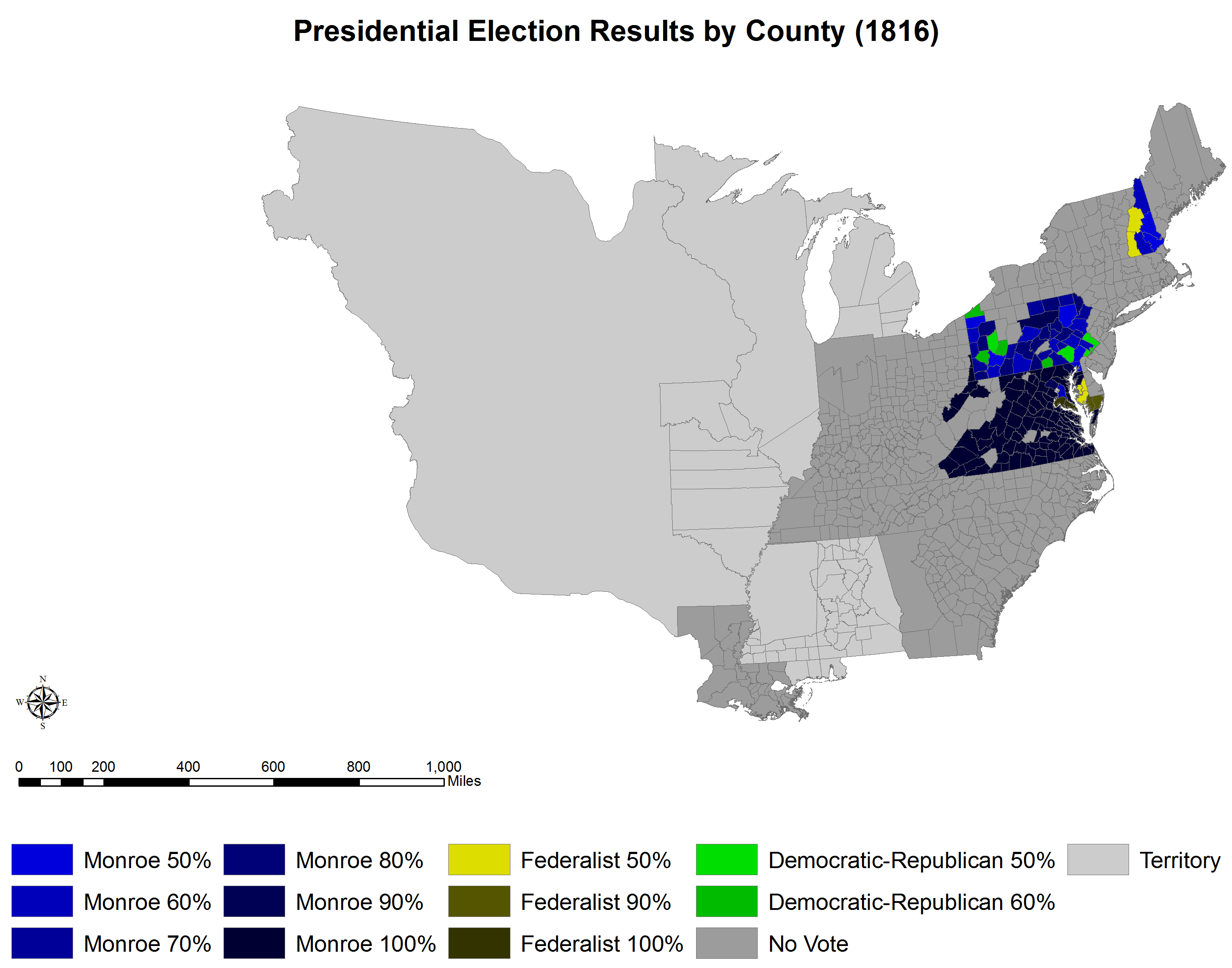
Los resultados por condado indican explícitamente el porcentaje del candidato ganador en cada condado. Los tonos de azul son para Monroe (demócrata-republicano), los tonos de amarillo son para King (federalista), y los tonos de verde son para electores no comprometidos (en su mayoría demócratas-republicanos).

Cuando se contaron los votos, Monroe había ganado todos menos tres de los diecinueve estados. King pensó que una victoria de Monroe era inevitable, y no disputó seriamente las elecciones. Cada uno de los tres estados ganados por King votó por una persona diferente para el vicepresidente. Los electores de Massachusetts votaron por el exsenador de los Estados Unidos (y futuro gobernador) John Eager Howard de Maryland. Delaware eligió al senador estadounidense Robert Goodloe Harper, también de Maryland. Connecticut dividió su voto entre James Ross de Pensilvania y el presidente del tribunal John Marshall. Maryland no eligió a sus electores por lista completa; más bien, se dividió en distritos electorales, y cada distrito eligió un elector. Tres de los once distritos de Maryland fueron ganados por electores federalistas. Sin embargo, estos electores no votaron por King o por un vicepresidente federalista, sino que votaron en blanco como protesta.
|  | 68.16 % |

|  | 30.92 % |

|  | 0.92 % |

|  | 100.00 % |

La votación en el Colegio Electoral para presidente fue la siguiente:
El voto en el Colegio Electoral para presidente fue el siguiente:
|  | 84.33 % |

|  | 15.67 % |

El voto en el Colegio Electoral para vicepresidente fue el siguiente:
|  | 84.33 % |

|  | 10.14 % |

|  | 2.30 % |

|  | 1.84 % |

|  | 1.38 % |